# Unruhen in Temirtau 1959
Die Unruhen in Temirtau waren gewalttätige Unruhen in der sowjetischen Stadt Temirtau in der Kasachischen SSR zwischen dem ersten und vierten August 1959. Sie entzündeten sich am Protest von Arbeitern, die die schlechten Arbeitsbedingungen und eine mangelnde Grundversorgung beim Bau eines metallurgischen Kombinats anprangerten. Während der dreitägigen Unruhen kamen 16 Menschen ums Leben, mehrere Hundert wurden verletzt.

## Hintergrund
1942 wurde Temirtau als Standort für ein neues metallurgisches Kombinat bestimmt. Die neue Anlage sollte in der Nähe des Kraftwerks Karaganda errichtet werden. Für die Realisierung des Projekts wurden zahlreiche junge Arbeiter aus verschiedenen Regionen der Sowjetunion rekrutiert. Die meisten davon waren zwischen 17 und 20 Jahren alt. So galt das Werk als Projekt des Komsomol, für das Arbeiter der nächsten Generation den Kommunismus innerhalb der nächsten 20 Jahre aufbauen sollten. Mit dem Zuzug von Arbeitern wuchs auch die Einwohnerzahl von Temirtau stark an, hatte der Ort 1939 noch 5000 Einwohner, waren es 20 Jahre später bereits 54.000 Menschen, die in der Stadt lebten.
Die meisten der Arbeiter waren in einfachsten Verhältnissen untergebracht. Viele davon lebten in einfachen Zelten, Eisenbahnwaggons oder in Baracken ohne Trinkwasserversorgung oder Toiletten. Dazu kamen die klimatischen Verhältnisse der Region, wo es im Winter extrem kalt und im Sommer sehr heiß wird. Zudem gab es keinerlei Beschäftigungsmöglichkeiten in der Freizeit der Arbeiter, über kulturelle Einrichtungen verfügte Temirtau nicht. Auch die Arbeitsbedingungen selbst waren schlecht. So kam es häufig zu Arbeitsunterbrechungen, technischen Problemen und Unfällen auf der Baustelle. Aufgrund dieser Bedingungen war auch der Wechsel an Arbeitskräften sehr hoch. Unter den Arbeitern führten die schlechten Arbeits- und Lebensbedingungen zu Alkoholismus, Glücksspiel und zu gewalttätigen Auseinandersetzungen.
Obwohl Parteifunktionäre von den schlechten Zuständen auf der Baustelle wussten, stellten sie die Situation nach außen hin als positiv dar. Die Führung vor Ort wollte nicht oder wusste nicht, wie sie Bedingungen für die Arbeiter verbessern konnte. Sie weigerte sich zudem auch oft, auf die Beschwerden darüber einzugehen. Durch die mangelnde Versorgung der Menschen kam es häufiger zu Unterschlagung und Veruntreuung auf der Baustelle.

## Verlauf
Am 1. August 1959 kam die Arbeiter einer der Zeltsiedlungen nach Hause und fanden kein Wasser zum Trinken und Waschen vor. War dies keine Seltenheit gewesen, folgte auf diesen Umstand diesmal eine wütende Reaktion der Arbeiter. Eine Gruppe junger Arbeiter brach in ein Nebengebäude der Cafeteria ein und begann das, darin gelagerte, Kwas zu trinken. Nachdem immer mehr Arbeiter hinzukamen und nichts mehr von dem Getränk übrig war, brach die Menge in die Cafeteria ein und begann dort zu plündern. Gegen drei Uhr morgens traf die Polizei ein und begann die Menschenmenge aufzulösen. Dabei wurden zwei junge Männer festgenommen, die aber nicht an den Plünderungen beteiligt gewesen waren.
Am Morgen des 2. August versammelten sich erneut hunderte Arbeiter, um die zwei festgenommenen Kameraden zu befreien. Die Menge zog durch die Stadt zum Polizeirevier, das zu dieser Zeit mit nur wenigen Kräften besetzt war. Die aufgebrachten Männer verwüsteten das Gebäude. Zur selben Zeit trafen der Manager des Kombinats und der lokale Parteifunktionär in der Zeltsiedlung ein und trafen sich mit den Arbeitern, um die angespannte Situation zu beruhigen. Als am Nachmittag scheinbar verunreinigtes Trinkwasser zur Verfügung gestellt wurde, begann die Lage erneut zu eskalieren. Die aufgebrachte Menge zog erneut zum Polizeirevier, wo sie die Freilassung der zwei Gefangenen forderten. Dort trafen die auf Soldaten, die zum Schutz des Gebäudes abgestellt worden waren. Nachdem der Mob begann, die Soldaten mit Steinen zu bewerfen, zogen sich diese in das Gebäude zurück. Die Menge forderte erneut die Freilassung der beiden jungen Männer, worauf sich die Polizei nach Verhandlungen auch eingelassen hatte. Besänftigt durch diese Zusage begann sich die Menge zurückzuziehen und machte sich auf den Weg zurück zur Zeltsiedlung. Auf dem Weg dorthin plünderten einige der Männer ein Geschäft. Um Mitternacht randalierten Männer auf der Baustelle und attackierten erneut Geschäfte. Dabei kam es zu Auseinandersetzungen mit Soldaten, bei denen dutzende Arbeiter verletzt wurden.
In den frühen Stunden des 3. August verschärfte sich die Lage in der Stadt erneut. Der Markt der Stadt wurde angegriffen, die Cafeteria und weitere Gebäude niedergebrannt. Es kam zu Kämpfen zwischen den mittlerweile bewaffneten Arbeitern und Angehörigen des Militärs, der Polizei und freiwilligen Unterstützern der Polizei, die die öffentliche Ordnung wiederherstellen wollten. Erst bis zum Abend hatte sich die Lage in der Stadt wieder beruhigt. Am Abend trafen weitere Soldaten in Temirtau ein, die unter anderem aus Barnaul, Nowosibirsk und Omsk eingeflogen wurden. Insgesamt trafen rund 5000 Soldaten ein.

## Folgen
Infolge der Unruhen verloren offiziellen Angaben zufolge 16 Arbeiter ihr Leben. Insgesamt 109 Sicherheitskräfte und 27 Arbeiter wurden verletzt. Während der Unruhen wurden 190 Menschen festgenommen, von denen die meisten nach kurzer Zeit wieder freigelassen wurden. 42 Personen wurden angeklagt. Gegen sieben Personen wurde Anklage als Hauptverantwortliche der Unruhen erhoben. Gegen zwei Männer wurde als vermeintliche Anführer die Todesstrafe verhängt. Im Dezember wurde das Todesurteil durch das Oberste Gericht der UdSSR in 15 Jahre Haft umgewandelt.
Am 5. August 1959 besuchten Leonid Breschnew und Nikolai Beljajew, erster Sekretär des Zentralkomitees der Kommunistischen Partei der Kasachischen SSR, die Stadt. Zwei regionale Parteikader wurden auf Drängen von Beljajew angeklagt. Beljajew selbst wurde im Januar 1960 als erster Sekretär des Zentralkomitees entlassen.